# هانا اونیشنکو
هانا اونیشنکو (اوکراینی: Ганна Володимирівна Буяджи؛ زادهٔ ۱۵ اکتبر ۱۹۸۴) وکیل، سیاستمدار، و حقوقدان اهل اوکراین است.

## تحصیلات
او در سال ۲۰۰۷ از دانشگاه ملی تاراس شوچنکو کیف در رشته حقوق فارغ‌التحصیل شد و مدرک کارشناسی ارشد حقوق گرفت.